# Incident du Shinano
L'incident du Shinano (信濃川朝鮮人虐殺事件, Shinanogawa Chōsenjin Gyakusatsu Jiken) désigne le massacre de dizaines de travailleurs coréens en juillet 1922 employés par le zaibatsu Ōkura à la construction d'un centrale électrique sur le fleuve Shinano.

## Contexte
La compagnie Shin'etsu Electric Power Inc., plus tard absorbée par la Tokyo Electric Light Company puis finalement par la Tokyo Electric Power Company, commence la construction de centrales hydroélectriques en juillet 1922, dont la centrale Nakatsu #1 sur la rivière Nakatsu qui est un affluent du fleuve Shinano. Le zaibatsu Okura est chargé de sa construction. Plus de 1 000 travailleurs sont réunis, dont plus de 600 d'entre eux sont Coréens. Sa stratégie consiste à employer un grand nombre de travailleurs sous-payés qui sont enfermés dans de petits dortoirs insalubres appelés tako-beya (« pièges à pieuvre »). De plus, les Coréens ont à l'époque au Japon une réputation de paresseux et la direction du groupe Okura les traitent donc avec violence.

## Le massacre
En juillet, des dizaines de Coréens ayant essayé de s'échapper du chantier de construction sont abattus ou tués par les contremaîtres de la centrale. Leurs corps sont ensuite coulés dans du ciment puis jetés dans le fleuve Shinano.
Le massacre est révélé au moment où les corps des Coréens dérivent progressivement dans le fleuve. Cela provoque un rassemblement dans la préfecture de Niigata au bord du fleuve. Le journal Yomiuri Shimbun de Tokyo rapporte l'affaire le 29 juillet. Par la suite, des Nippo-coréens forment une commission d'enquête sur la situation des travailleurs coréens au Japon et enquête sur les conditions de travail des Zainichis.
Les personnes à l'origine de la commission d'enquête sont également au centre de la formation de la ligue de Tokyo des travailleurs coréens en novembre 1922, et en décembre de la ligue d'Osaka.